# Somwarpet
Somwarpet (somavārapēte, également orthographié Somvarpet) est une ville panchayat du district de Kodagu dans l'État indien du Karnataka.
Somwarpet est la principale ville du taluka de Somwarpet, dans le nord-est du district.

## Géographie
Somwarpet est située à environ 1 130 m d’altitude dans les collines de Coorg. La ville est entourée de plantations de café, de cardamome, de poivre et de gingembre. Elle bénéficie d’un climat tempéré, avec des températures modérées tout au long de l’année et des précipitations abondantes pendant la mousson.

## Démographie
Selon le recensement de 2011, la ville compte environ 6 791 habitants, tandis que le taluk dans son ensemble en regroupe plus de 184 000 habitants. Le kannada est la langue officielle, mais d’autres langues comme le Kodava takk, l’Arebhashe, le tulu, le konkani et l’anglais sont également parlées.

## Économie
L’économie locale repose principalement sur l’agriculture, en particulier la culture du café et des épices. Le tourisme est également une source de revenus importante, grâce aux paysages naturels, aux collines et aux cascades environnantes.

## Lieux d’intérêt
- Honnamana Kere : le plus grand lac de la région, considéré comme sacré.
- Pushpagiri Wildlife Sanctuary : sanctuaire abritant une grande diversité de faune et de flore, ainsi que le sommet du Pushpagiri (Kumara Parvatha).
- Kotebetta : troisième plus haute colline de Coorg, prisée pour le trekking.
- Mallalli Falls : cascade spectaculaire de 61 m de haut, formée par la rivière Kumaradhara.
- Réservoir de Harangi : barrage et plan d’eau servant à l’irrigation et aux loisirs.

## Transports
Somwarpet est reliée aux autres villes du Karnataka par les routes d’État 27, 85 et 112. Les villes les plus proches sont Madikeri (23 km) et Hassan (70 km). L’aéroport le plus proche est celui de Kannur (120 km), suivi de celui de Mangalore (160 km).